# Свети Илия (Мало Илино)
Вижте пояснителната страница за други значения на Свети Илия.
„Свети Илия“ (на македонска литературна норма: „Свети Илија“) е възрожденска православна манастирска църква в демирхисарското село Мало Илино, Северна Македония. Църквата е под управлението на Крушевско-Демирхисарската епархия на Македонската православна църква.
Църквата е гробищен храм, разположен югозападно над селото. Изградена е върху малка еднокорабна средновековна църквичка. Построена е към края на XIX век и е преправяна многократно. Според надписа на западната стена отвътре, църквата е изписана в 1898 година. Изградена е десетина години преди това.
В архитектурно отношение е еднокорабна сграда с полукръгъл свод и петостранна апсида с плитки аркадни ниши на изток. Покривът е на две води с керемиди. Фасадите са фугирани. Зидарята е от ломен камък, като ъглите, венецът и апсидата са от дялан бигор. В зидарията е употребен стар строителен материал.